# Lawkanat-1
Lawkanat-1, conosciuto anche come MMSAT-1 (acronimo di Myanmar Micro Satellite 1), è il primo satellite del Myanmar. 
Il satellite, del tipo CubeSat, è stato realizzato, nell'ambito di un accodo di cooperazione tra il Myanmar e il Giappone, dall'Università di Hokkaidō in collaborazione con la Myanmar Aerospace Engineering University, per essere destinato all'osservazione terrestre e utilizzato a supporto dell'agricoltura, della pesca, dell'esplorazione mineraria, dell'osservazione ambientale e del controllo dei disastri naturali. Il lancio è stato effettuato il 20 febbraio 2021 dal Mid-Atlantic Regional Spaceport con un razzo vettore Antares. Lawkanat-1 è stato posto a bordo del veicolo Cygnus NG-15 insieme ad altri microsatelliti e trasferito alla Stazione Spaziale Internazionale per essere da qui collocato in orbita terrestre bassa.
A causa del Colpo di Stato in Birmania del 2021, il satellite è stato temporaneamente trattenuto a bordo del Japanese Experiment Module e rilasciato in orbita il 22 marzo 2021: le associazioni per i diritti umani temevano infatti che le immagini ottenute dal satellite potessero essere utilizzate per scopi militari. L'Università di Hokkaidō ha però rassicurato che le immagini sarebbero state gestite dai giapponesi, dal momento che in Myanmar non esistevano né una stazione ricevente a terra né personale formato per la ricezione dei dati e le immagini sarebbero state consegnate ai birmani solo a condizione che ne sarebbe stato garantito un uso pacifico.
Nell'ambito del progetto doveva essere realizzato un secondo satellite, che non è stato ancora lanciato.